# Monilinia vaccinii-corymbosi
Monilinia vaccinii-corymbosi är en svampart som först beskrevs av J.M. Reade, och fick sitt nu gällande namn av Honey 1936. Monilinia vaccinii-corymbosi ingår i släktet Monilinia och familjen Sclerotiniaceae.   Inga underarter finns listade i Catalogue of Life.